# Johannes Aujesky
Johannes „Hansi“ Aujesky (* 25. Februar 1993 in Retz, Niederösterreich) ist ein österreichischer Freestyle-Skier. Er gehört aktuell dem A-Kader des Österreichischen Skiverbandes an und ist auf die Disziplin Skicross spezialisiert.

## Biografie
Johannes Aujesky begann seine Karriere als Skirennläufer und bestritt einige FIS- und Citizen-Rennen. Ende Jänner 2013 gab er in Orcières sein Europacup-Debüt im Skicross. Nach ersten Resultaten in den Punkterängen erreichte er bei den Juniorenweltmeisterschaften in Chiesa in Valmalenco Platz 20. Am Anfang der nächsten Saison schrammte er als Vierter im Montafon nur knapp an seinem ersten Europacup-Podestplatz vorbei. Nach einer durchwachsenen Saison gelang ihm Ende November 2014 auf dem Pitztaler Gletscher der erste Sieg, der ihm Rang drei in der Disziplinenwertung einbrachte. In den folgenden Jahren gelangen ihm mehrere Podestplätze, aber kein weiterer Sieg.
Am 25. Januar 2014 startete Aujesky auf dem Kreischberg erstmals im Freestyle-Skiing-Weltcup. Seine ersten Punkte holte er im folgenden Winter mit Rang 23 in Åre. Danach dauerte es mehr als zweieinhalb Jahre, bis er im Weltcup wieder in die Punkteränge fuhr. Ein erstes Spitzenergebnis schaffte er im Jänner 2018 als Siebenter in Nakiska. Dieses konnte er zu Beginn des folgenden Winters als Fünfter in Arosa noch einmal übertreffen. Auch in Idre wurde er Fünfter und belegte am Saisonende mit Rang 14 in der Disziplinenwertung ein Karrierehoch. Bei seinen ersten Weltmeisterschaften in Solitude wurde er als bester Österreicher Sechster. Zwei Jahre später war er bei den Weltmeisterschaften in Idre als Siebenter vor Johnny Rohrweck erneut bester Österreicher. Die Nominierung für die Olympischen Spiele von Peking verpasste er knapp, obwohl er bei der Generalprobe in Secret Garden Platz sechs erreicht hatte. Bei seinen dritten Weltmeisterschaften in Bakuriani belegte er Rang 15.
Anfang Februar 2024 fuhr Aujesky als Dritter in Alleghe erstmals auf das Podest, nachdem ihn Alex Fiva in einer Kurve behindert und zu Sturz gebracht hatte.

## Erfolge

### Weltmeisterschaften
- Solitude 2019: 6. Skicross
- Idre 2021: 7. Skicross
- Bakuriani 2023: 15. Skicross

### Weltcup
- 17 Platzierungen unter den besten zehn, davon 2 Podestplätze

### Weltcupwertungen
| Saison  | Gesamt | Gesamt | Skicross | Skicross |
| Saison  | Platz  | Punkte | Platz    | Punkte   |
| ------- | ------ | ------ | -------- | -------- |
| 2014/15 | 213.   | 1      | 49.      | 8        |
| 2017/18 | 160.   | 7,2    | 34.      | 72       |
| 2018/19 | 58.    | 21,73  | 14.      | 239      |
| 2019/20 | 154.   | 6,73   | 34.      | 74       |
| 2020/21 | –      | –      | 25.      | 128      |
| 2021/22 | –      | –      | 24.      | 141      |
| 2022/23 | –      | –      | 28.      | 82       |

### Europacup
- Saison 2014/15: 3. Skicross
- Saison 2016/17: 4. Skicross
- 6 Podestplätze, davon 1 Sieg:

| Datum             | Ort                 | Land       | Disziplin |
| ----------------- | ------------------- | ---------- | --------- |
| 23. November 2014 | Pitztaler Gletscher | Österreich | Skicross  |

### Weitere Erfolge
- 1 Sieg in einem FIS-Rennen